# Sandra Mo & Jan Gregor
Sandra Mo et Jan Gregor forment un duo de chanteurs faisant carrière pendant la République démocratique allemande avec les chansons folkloriques de l'Europe de l'Est.

## Histoire
Sandra Mo et Jan Gregor, qui sont membres de 1968 à 1969 du Gerd Michaelis Chor, se rencontrent pendant leurs études à la Hochschule für Musik Carl Maria von Weber Dresden et présentent en 1973 un programme de chansons modernes et folkloriques.
Après avoir passé un contrat de subvention avec le Komitee für Unterhaltungskunst, suivent des tournées en Union soviétique. Le duo est invité à la télévision de Prague avec Karel Gott. Ils se font connaître avec le single Hätt ich noch mal die Wahl en 1976. Ils signent leur premier album l'année suivante chez Amiga et participent au festival Bratislavska Lyra.
Le duo se sépare en 1985.
Chacun fait ensuite une carrière solo. Depuis 1990, Sandra Mo chante à nouveau en duo. Son nouveau partenaire est son mari Valentino.

## Discographie
Singles
- 1977 : Aloa-he (Amiga)
- 1978 : Komm mit mir auf die Reise (Amiga)
- 1982 : Hätt' ich noch mal die Wahl (Amiga)

Albums
- 1977 : Sandra Mo - Jan Gregor (Amiga)
- 1978 : Unsere Melodie (Amiga)
- 2007 : Die erfolgreichsten Schlagerduette (Amiga)